# Dryopteris sparsa
Dryopteris sparsa är en träjonväxtart. Dryopteris sparsa ingår i släktet Dryopteris och familjen Dryopteridaceae.

## Underarter
Arten delas in i följande underarter:
- D. s. lehalii
- D. s. nitidula
- D. s. rectipinnula
- D. s. sparsa
- D. s. viridescens

## Bildgalleri

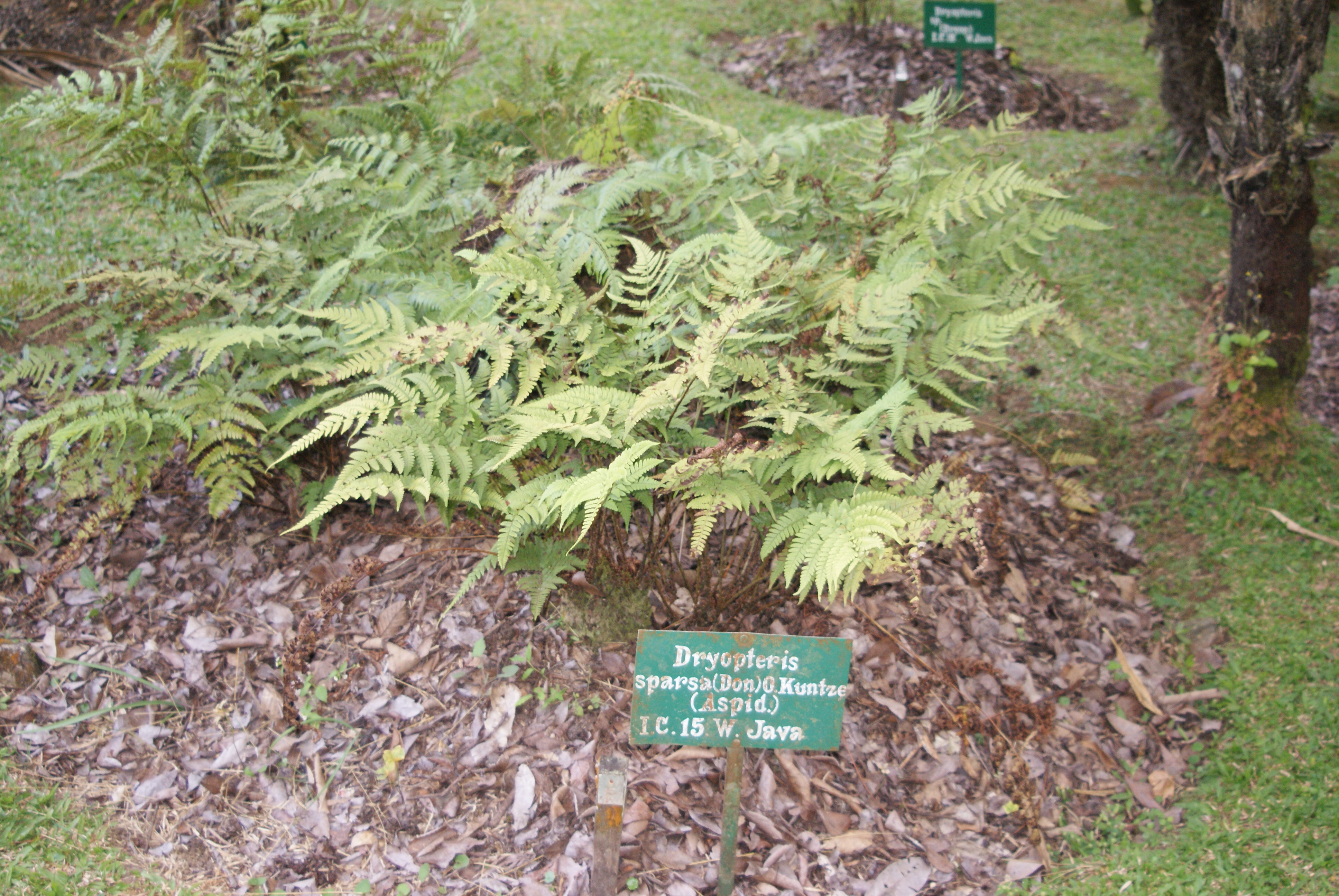